# Emanuele Foà
Emanuele Foà (Savigliano, 16 agosto 1892 – Bologna, 9 ottobre 1949) è stato un ingegnere italiano, noto soprattutto per i suoi studi sulla fluidodinamica e la fisica tecnica.

## Biografia
Emanuele nasce a Savigliano (Cuneo), da una famiglia ebraica italiana. Il padre, Teodoro, maggiore medico nell'esercito italiano, muore a soli 42 anni nel corso della Guerra di Abissinia, quando Emanuele è ancora bambino.
Grazie ad una borsa di studio, può iniziare i suoi studi di ingegneria al Politecnico di Torino, dovendo però interromperli nel 1915 per partecipare, come ufficiale d'artiglieria, alla prima guerra mondiale. Caduto prigioniero il 28 ottobre 1917 durante la battaglia di Caporetto, trascorre un anno di prigionia in Germania. Rientrato in Italia, si laurea nell'agosto del 1919, ed è subito nominato assistente di Benedetto Luigi Montel all'Istituto di Termotecnica del Politecnico di Torino.
La sua attività scientifica si volge prevalentemente intorno a varie questioni relative all'efflusso di gas e di vapori saturi o surriscaldati, nonché in merito a problemi generali di determinazione delle grandezze termodinamiche caratteristiche dei fluidi, che egli seppe pure sfruttare nel campo delle applicazioni, in particolar modo rivolte alle macchine frigorifere. Nel 1928 viene a succedere, alla Facoltà d'Ingegneria dell'Università di Bologna, nella cattedra che era stata di Luigi Donati. Tra i suoi assistenti, v'è Dario Graffi, al quale lo legherà un lungo rapporto di collaborazione professionale e di amicizia.
Nel 1938, in seguito all'introduzione delle leggi razziali fasciste, Foà perde la cattedra universitaria. Superati i difficili anni delle persecuzioni razziali e della guerra (è anche ferito ad una gamba in un bombardamento a Bologna, nel 1944), Foà viene reintegrato, alla fine del conflitto, nel proprio incarico universitario nel 1945. La sua attività è tuttavia precocemente interrotta dalla malattia e della morte, che lo coglie prematuramente a Bologna nel 1949.
La maggior parte del corpus del suo insegnamento è stato pubblicato sia nelle Lezioni di fisica tecnica, in diverse edizioni aggiornate (Bologna 1928, 1931, 1947, 1950), che nelle Lezioni di termodinamica (Bologna 1950).